# 민족주의
민족주의(民族主義, 영어: ethnonationalism) 또는 민족 국민주의(영어: ethnic nationalism)는 민족(ethnic group)에 대해 가지는 소속감이나 애착심, 그리고 그것을 강조하여 국민(nation)을 정의하는 내셔널리즘을 의미한다. 일반적으로 내셔널리즘 내에서 시민 내셔널리즘에 대립하는 용어로 쓰인다.
민족주의는 인종 등 불변하게 계승되는 명확한 혈통적 뿌리에 기반하는 경우도 있지만, 정체성, 역사, 언어 등 모호한 기준을 가지기도 한다. 민족의 범위에 대한 정의에 따라 범아랍주의나 범슬라브주의와 같은 범민족주의의 형태로 나타나는 사례도 있다.
근대 이탈리아와 독일에서 일어난 통일 국가 수립 운동이나 제1차 세계대전 이후 많은 지역에서 발흥한 민족자결주의 및 민족국가 운동의 기반이 되었다. 종종 소수 민족 집단에게 민족말살정책(강제동화 정책)을 펼치는 형태로서 표출되기도 하였는데 이런 동화정책은 흔히 그 국가의 구성원과 민족 집단이 일치하여야 한다는 믿음에서 비롯되었다.

## 개요
내셔널리즘이란 일정한 정체성을 가지는 사람들의 집단인 국민과 그 국민에 대해 가지는 소속감이나 애착심, 그리고 그것을 강조하려는 생각이나 정치적 운동을 말한다.
국민의 기준은 여러 가지가 있지만, 크게는 두가지로 나누어 볼 수 있다. 영국, 프랑스, 미국 등지에서 주로 주창한 같은 신념을 가진 사람들의 모임으로 생각하는 것과, 독일에서 주창한 언어, 문화, 역사, 종교, 혈통 등의 전통을 공유하는 모임인 민족(ethnic group)으로 생각하는 것이 있다.
민족주의(ethnic nationalism)는 국민을 후자(ethnicity)로 생각하는 내셔널리즘을 말한다. 국민의 개념을 전자로 생각하는 내셔널리즘은 시민국민주의라고 한다.
민족주의의 핵심적 정치 교리는 민족집단이 분명하게 식별될 수 있으며, 각 집단은 자결권을 가진다는 것이다.
이 자결권에 대한 믿음은 여러 결과를 만들어낼 수 있다. 현 사회 안에서 자율적인 권한을 얻고자 할 수도 있고, 기존 사회에서 분리된 자치정부의 형태로 나타날 수도 있으며, 독립된 주권국가라는 형태로 나타날 수도 있다. 국제 관계에서 자결권은 민족에 기초한 공통의 국가를 요구하는 정책과 운동으로 이어지기도 한다.
학술적 차원에서 민족주의는 시민국민주의와는 대조되는 것으로 간주된다. 민족주의는 국민(nation)이 혈통이나 혈연관계의 관점에서 명확히 식별되는 것이라고 간주한다. 따라서 민족주의의 전통이 강한 국민국가에서는 국적이나 시민권을 혈통주의의 관점에서 규정하는 경향이 있지만, 시민 내셔널리즘의 전통이 강한 나라에서는 국적이나 시민권을 출생지주의의 관점에서 규정하려는 경향이 강하다. 그러므로 민족주의는 배타적인 경향이 있으며, 시민 내셔널리즘은 상대적으로 포용적인 경향이 있다. 민족주의는 시민 내셔널리즘이 시민적 이상에 대한 충성을 강조하는 것과는 달리 공통된 유산과 혈통에 대한 서사를 강조하는 경향이 있다, 미국, 캐나다, 영국, 프랑스, 이탈리아 같이 민족적으로 다양하거나, 개인의 자유를 중시하는 국가에서는 시민국민주의를 내셔널리즘으로 사용한다. 

## 기타
한국에서는 내셔널리즘(nationalism) 전반을 "민족주의"로 번역하는 경우가 많지만, 구분이 필요한 경우 민족적 내셔널리즘(ethnic nationalism)을 민족주의로, 시민 내셔널리즘을 "국가주의", "국민주의" 등으로 구분하여 변역하기도 하는데 이 경우 국가주의의 원 의미와 혼동에 주의해야 한다.

## 같이 보기
- 내셔널리즘
- 백인 민족주의
- 흑인 민족주의
- 쇼비니즘
- 민족
- 민족국가
- 민족종교

### 각국의 민족주의
- 한국의 민족주의
- 일본의 민족주의
- 중국의 민족주의